# Bộ Vai
Bộ Vai, bộ Đức diệp hay bộ Hổ bì nam(danh pháp khoa học: Daphniphyllales) là một bộ trong lớp Magnoliopsida. Nó chỉ chứa một họ có danh pháp Daphniphyllaceae chỉ chứa một chi với danh pháp Daphniphyllum.
Liên quan tới phân loại theo phát sinh loài thì bộ này là không thích hợp và họ Daphniphyllaceae hiện nay được coi là một phần của bộ Saxifragales.

## Hình ảnh

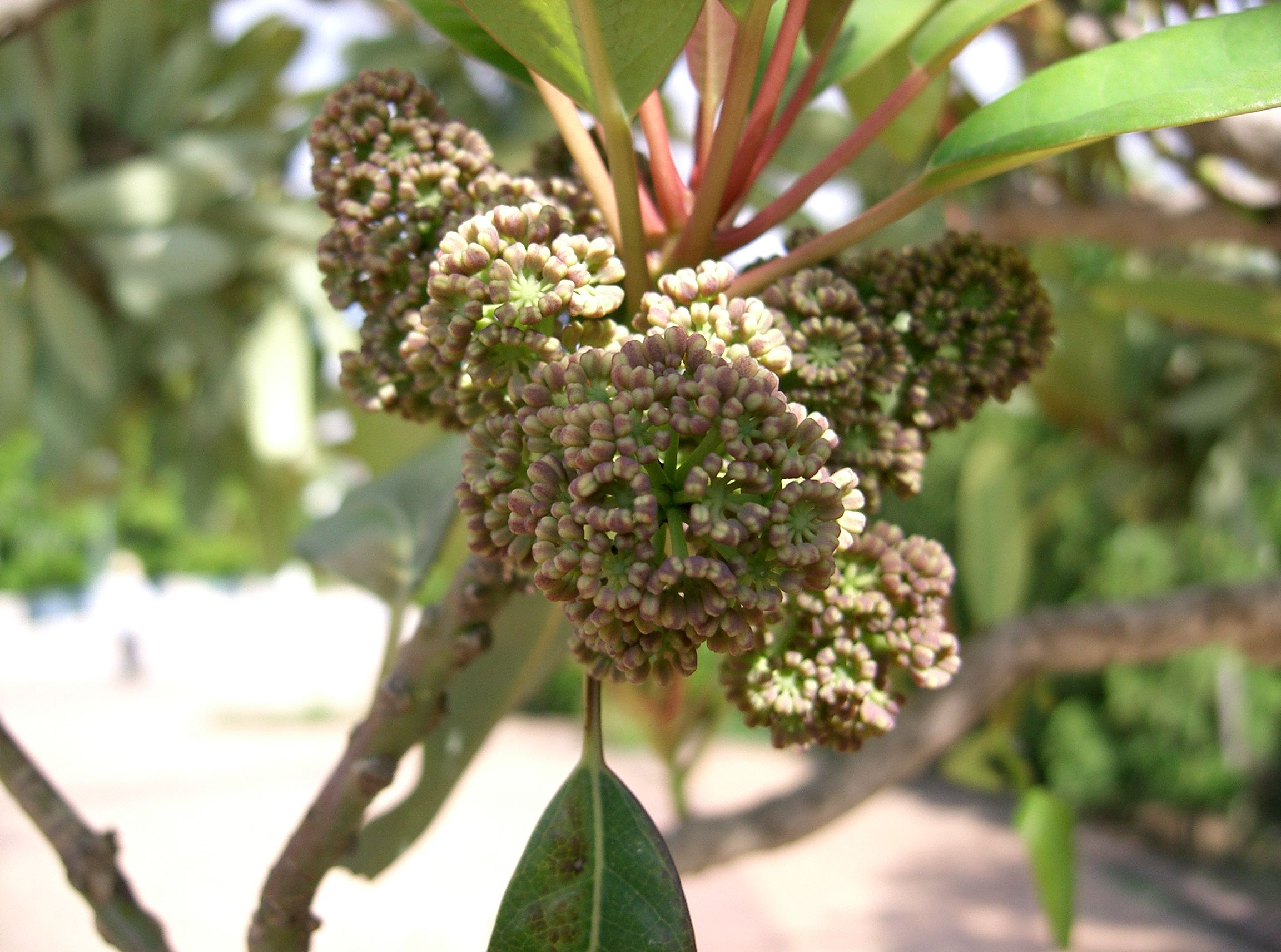